# Ben 10 Alien Force: Vilgax Attacks
Ben 10 Alien Force: Vilgax Attacks é um jogo eletrônico baseado no desenho Ben 10: Alien Force, lançado 27 de outubro de 2009 na América do Norte para o Nintendo DS, PlayStation 2, PSP, Wii e Xbox 360.

## Jogabilidade
O jogo é baseado na série de mesmo nome da Cartoon Network, que tem como personagem principal Ben Tennyson, um jovem que, durante suas férias de verão, encontra um dispositivo alienígena chamado Omnitrix. Esse relógio especial permite que Ben se transforme em vários alienígenas, cada um com habilidades e poderes únicos.
A jogabilidade consiste em ação e resolução de quebra-cabeças que giram em torno das habilidades das formas alienígenas presentes no Omnitrix. Ben pode executar várias combinações e ataques especiais usando diferentes alienígenas. Derrotando os inimigos e coletando esferas de energia brilhantes, Ben pode adquirir novas habilidades. No entanto, as habilidades inerentes de cada forma consomem energia do medidor Omnitrix de Ben, que deve ser recarregado antes que ele possa usá-las novamente.

## Recepção
No agregador do Metacritic, o jogo obteve críticas mistas, alcançando 61 pontos de 100 com base em nove revisões.